# بلدة أميس (مقاطعة أثينز)
بلدة أميس هي واحدة من أربع عشرة بلدة في مقاطعة أثينا، أوهايو، الولايات المتحدة. وجد تعداد عام 2010 أن 1،183 شخصًا في البلدة.

## الاسم والتاريخ
تم تنظيم بلدة أميس في عام 1802.

## روابط خارجية
- موقع المقاطعة